# David McCampbell
Pour les articles homonymes, voir Campbell.
David McCampbell, né le 16 janvier 1910 à Bessemer et mort le 30 juin 1996, est un aviateur américain.

## Biographie
McCampbell s'engagea dans la marine en 1933 et servit comme pilote de chasse embarqué durant la Seconde Guerre mondiale. Il y devint est le meilleur as sur Grumman F6F Hellcat et de toute l'US Navy avec 34 victoires aériennes confirmées, soit le troisième meilleur score d'un pilote américain durant ce conflit.
L'officier descendit notamment sept avions japonais en deux sorties distinctes le 24 octobre 1944 lors de la bataille de la mer des Philippines. Le 24 octobre suivant en pleine bataille du golfe de Leyte, il établit cette fois le record américain de neuf victoires lors d'une unique mission durant laquelle les forces américaines entreprendront la reconquête de l'archipel philippin.
Il recevra pour ces deux actions la Medal of Honor et se retirera de la Navy en 1964 avec le grade de Captain. Il décède en 1996 et est enterré au cimetière national d'Arlington.

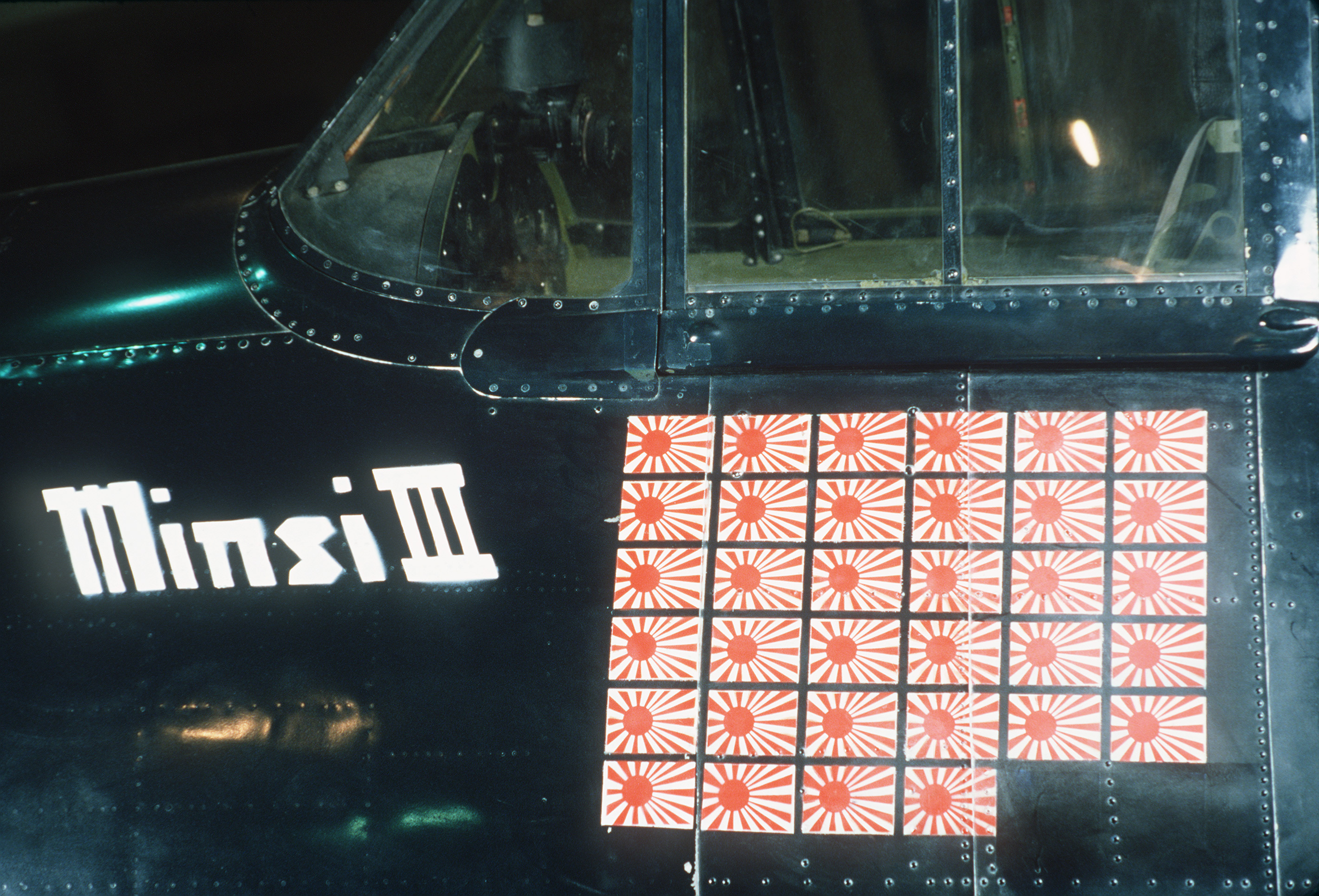
Reconstitution de l'habitacle du F6F Hellcat de McCampbell exposée au National Museum of Naval Aviation.